# Прісноводна черепаха жовтоголова
Прісноводна черепаха жовтоголова (Vijayachelys silvatica) — єдиний вид черепах роду Індійська прісноводна черепаха родини Азійські прісноводні черепахи. Тривалий час зараховувалася до роду Азійська прісноводна черепаха. Лише у 2006 році було визначено як самостійний рід (Vijayachelys). Свою назву отримала на честь індійського зоолога Яганата Віджаї. Інша назва «кочінська очеретяна черепаха».

## Опис
Загальна довжина карапаксу досягає 13,1—14 см. Спостерігається статевий диморфізм: самиці більші за самців. Голова середнього розміру. Має гачкуватий дзьоб. Карапакс трохи опуклий, майже повністю гладенький, по середині доволі плаский, з боків проходять дуже маленькі кілі. У молодих особин він зубчастий. Пластрон майже такого ж розміру, як карапакс. На пальцях відсутні плавальні перетинки.
Голова у самця чорна, ніс червоний. У самців усі щелепі жовті, а у самиць — лише нижня. У самців карапакс каштанового забарвлення. Пластрон жовтуватий. Голова у самиць жовтого, інколи червоного, кольору. Звідси походить назва цієї черепахи. У самиць карапакс темно—коричневий, пластрон — блідо—жовтий.

## Спосіб життя
Полюбляє листяні, вічнозелені широколистяні ліси, зарості очерети, гірські місцини. Зустрічається на висоті до 300–500 м над рівнем моря. Особливо активна за високої вологості. Уникає сонячних ділянок. Харчується молюсками, комахами, багатоніжками, земноводними, листям рослин, фруктами.
Самиця у жовтні—листопаді відкладає 2 яйця.

## Розповсюдження
Мешкає у штатах Карнатака, Керала, Тамілнаду (Індія).